# PH-зонд

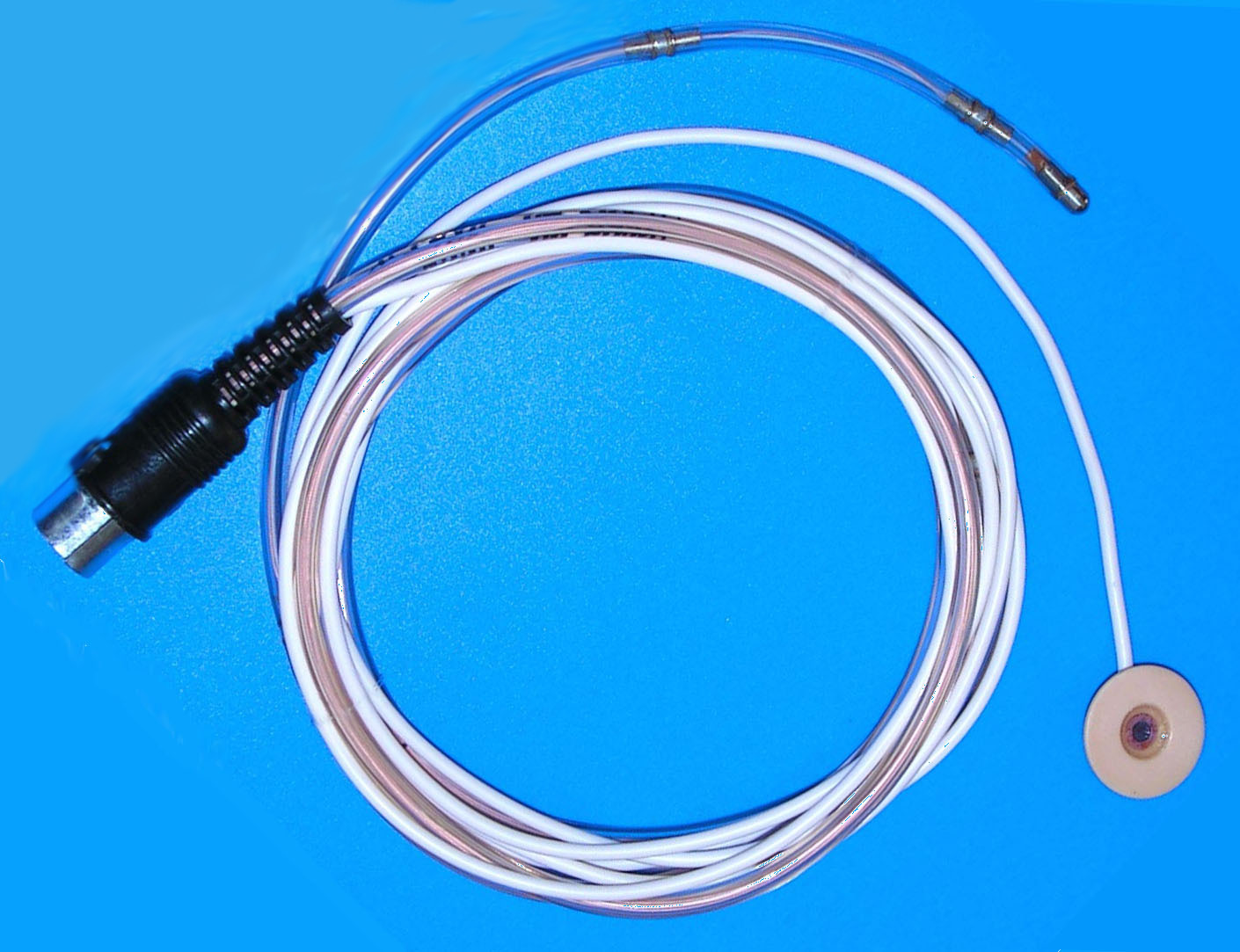
pH-метрический зонд для внутрижелудочной pH-метрии

## Назначение
pH-зонд (pH-метрический зонд) предназначен для преобразования активности ионов водорода (кислотности) содержимого различных отделов желудочно-кишечного тракта (ЖКТ) в электрический сигнал. Измерение электрического сигнала производится в единицах водородного показателя pH с помощью одного из ацидогастрометров.

## Виды pH-зондов
По способу использования pH-зонды подразделяются на пероральные, трансназальные и эндоскопические.

### Пероральные pH-зонды
Пероральные pH-зонды вводятся пациенту в ЖКТ через рот и предназначены для кратковременного (2-3 часа) исследования базальной и стимулированной кислотопродуцирующей функции желудка.

### Трансназальные pH-зонды
Трансназальные pH-зонды вводятся пациенту в ЖКТ через нос и предназначены для длительного (до 24 часов) мониторирования кислотности.

### Эндоскопические pH-зонды
Эндоскопические pH-зонды вводятся пациенту в ЖКТ через инструментальный канал эндоскопа. Предназначены для проведения кратковременной (до 30 мин) пристеночной топографической pH-метрии во время эндоскопического исследования.

## Устройство pH-зондов
pH-зонд состоит из:

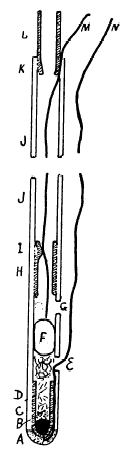
Первый pH-зонд (1915)

- Одного или нескольких (до 5) измерительных сурьмяных электродов, выполненных в виде цилиндрических колец и закрепленных на эластичной трубке на некотором расстоянии друг от друга.
- Накожного хлорсеребряного электрода сравнения, соединённого с электродным проводом. В центре полости электрода находится площадка из хлористого серебра. Её контакт с кожей осуществляется через поролоновую прокладку, пропитанную электродной пастой.
- Разъёма для подключения к регистрирующему блоку.

## Из истории
Первый pH-зонд для исследования кислотности желудочного сока непосредственно в желудке человека и первые опыты по внутрижелудочной pH-метрии были сделаны в 1915 году Джесси Ф. Макклендоном.
Конструкции современных эндоскопических, трансназальных и пероральных pH-зондов защищены рядом патентов РФ:№ 2100955, 1995 г., № 2114647, 1996 г., № 2261647, 2004 г., № 2177714, 2000 г., № 2204994, 2001 г.и др., а также описаны в статьях Яковлева Г. А.:"Электронная техника, сер. СВЧ-техника, 1995 г., вып.2, с.40-44; «Медицинская техника», М., Медицина: 2000 г., № 4,с.16-21; 2003 г., № 4,с.42-46; 2004 г., № 6, с.20-23; 2006 г., № 3, с.35-38; «Биомедицинская радиоэлектроника», 2000 г., № 11, с.48-53. Более подробно о pH-зондах и точности измерения ими кислотности в желудке и пищеводе человека с учетом анатомо-физиологических особенностей верхних отделов желудочно-кишечного тракта и морфо-функциональных особенностей слизистой оболочки желудка смотри в книге Яковлева Г. А. "Современные отечественные pH-зонды для гастроэнтерологии (конструкционные, анатомо-физиологические и другие особенности их применения), М. Миклош, 2007 г., 104с.